# Manduca andicola
Espèce
Manduca andicola est une espèce de lépidoptères (papillons) de nuit de la famille des Sphingidae, de la sous-famille des Sphinginae et de la tribu des Sphingini.

## Description
L'espèce est très similaire à Manduca lefeburii, Manduca incisa et Manduca jasminearum ; elle en diffère par une face dorsale de l'aile antérieure relativement uniforme avec une remarquable bande sombre diffuse qui va  à mi-chemin le long de la costa à la marge extérieure en incorporant la tache discale.

## Distribution et habitat
Distribution
L'espèce est connue en Amérique  du sud :  au Pérou, en Équateur, en Bolivie et en Argentine.

## Biologie
Il existe trois générations d'imagos dans la zone subéquatoriale, avec des adultes qui volent de décembre à janvier, mai à juin et en octobre.
- Les chenilles se nourrissent sur les plantes de la famille des Annonaceae.

## Systématique
- L'espèce Manduca andicola a été décrite par les entomologistes Lionel Walter Rothschild et Karl Jordan en 1916 sous le nom initial de Protoparce andicola[1].
- La localité type est Tinguri, Carabaya, sud-est du Pérou.

### Synonymie
- Protoparce andicola Rothschild & Jordan, 1916 Protonyme
- Protoparce lefeburei f. nigrescens Closs, 1916[2]